# Asesinato de Robert F. Kennedy
El asesinato de Robert F. Kennedy, senador de los Estados Unidos y hermano del también asesinado presidente John F. Kennedy, tuvo lugar en la madrugada del miércoles 5 de junio de 1968 en el Hotel Ambassador de Los Ángeles, California. Robert F. Kennedy fue asesinado durante las celebraciones de su exitosa campaña en las primarias de California en su intento de obtener la nominación demócrata para la presidencia de los Estados Unidos. El perpetrador fue un joven inmigrante palestino de veinticuatro años de edad llamado Sirhan Sirhan, quien hasta hoy en día permanece encarcelado por el crimen cometido. Debido a la cantidad de reporteros en la escena del crimen, el tiroteo fue grabado en audio, mientras el resto de los eventos se recogió en filmación cinematográfica y fotografías.
El cuerpo de Kennedy estuvo en exhibición en la Catedral de San Patricio de Nueva York por espacio de dos días hasta el sábado 8 de junio, en que se le rindió la misa funeral. Su cuerpo fue enterrado cerca de su hermano John en el Cementerio Nacional de Arlington. Su muerte motivó que a partir de entonces el Servicio Secreto se hiciera cargo de la protección de los candidatos presidenciales.
Como ocurriera con la muerte de su hermano, el asesinato de Robert Kennedy y las circunstancias en torno a ello han desatado una gran variedad de teorías conspirativas, particularmente en relación con la existencia de un segundo ejecutor.

## Antecedentes
Kennedy había sido nombrado fiscal general de los Estados Unidos en enero de 1961, y permaneció en dicho cargo hasta el 3 de septiembre de 1964, cuando renunciara para postularse como senador de los Estados Unidos. El 3 de enero de 1965, asumió su escaño en el Senado.
Las elecciones presidenciales de 1968 estuvieron marcadas por un clima de inquietud popular al final del mandato del entonces presidente Lyndon Johnson. Se habían desatado alborotos en las ciudades más importantes a pesar del intento de Johnson de introducir legislación antipobreza y antidiscriminación, a la par que era significativa la oposición a la guerra librada en Vietnam. El asesinato de Martin Luther King, Jr. en abril de 1968 condujo a más revueltas en 100 ciudades. Kennedy entró a la carrera por la nominación a la presidencia representando al Partido Demócrata el 16 de marzo de 1968, cuatro días después de que el senador Eugene McCarthy recibiera un amplio porcentaje de votos en las primarias de Nuevo Hampshire contra el presidente en funciones (42 % contra 49 % de Johnson). Dos semanas más tarde, un Johnson desmoralizado anunciaba que no emprendería una carrera por la reelección. Un mes después, el vicepresidente Hubert Humphrey manifestó sus intenciones de postularse para la presidencia. Pese a no haber participado en las primarias Humphrey obtuvo el apoyo de muchos delegados del Partido Demócrata. Luego de las primarias de California, Kennedy marchaba en segundo lugar con 393, mientras que Humphrey contaba con 561 delegados.

## Tiroteo
Cuatro horas después de las votaciones en California, Kennedy proclamaba su victoria en las primarias demócratas. Aproximadamente a las 12:15 a. m. del 5 de junio de 1968, se dirigió a sus seguidores en el Salón de los Embajadores del Hotel Ambassador, sito en el distrito Mil-Wilshire de Los Ángeles. El personal de seguridad del senador estaba compuesto únicamente por el agente retirado del FBI William Barry acompañado por dos guardaespaldas no oficiales, ambos exatletas profesionales. Durante la campaña, Kennedy solía acercarse al público, y las personas intentaban tocarle con frecuencia.
Kennedy tenía planeado caminar a través del salón cuando hubiera acabado su discurso, para dirigirse a otra congregación de seguidores que se hallaban en otro sitio del hotel. Sin embargo, urgidos por la cercanía de los términos electorales, los reporteros exigían una conferencia de prensa. El asistente Fred Dutton decidió entonces obviar la segunda reunión para ir a la conferencia de prensa, debiendo transitar a través de la cocina del hotel y el área de la despensa situada detrás del salón para llegar al área donde aguardaba la prensa. Kennedy finalizó su discurso y comenzó su salida prevista hasta entonces, cuando William Barry le detuvo y le comunicó: «No, ha sido reajustado. Vamos por esta vía». Barry y Dutty comenzaron a despejar el camino para que Kennedy pudiera ir por la izquierda a través de puertas de vaivén hasta la cocina, pero Kennedy, atrapado por la multitud optó por seguir al maître d' Karl Uecker a través de una salida trasera.
Uecker guio a Kennedy a través del área de la cocina, sosteniendo su mano derecha, pero soltándole a menudo pues el senador estrechaba las manos de las personas que encontraba en el camino. Uecker y Kennedy bajaron por un pasadizo que se hacía estrecho por la presencia de una máquina de hielo ubicada en la pared derecha y una mesa de vapor en la izquierda. Kennedy giró a su izquierda y estrechó la mano de Juan Romero mientras Sirhan se bajó de un portabandejas junto a la máquina de hielo, pasando apresuradamente a Uecker, y comenzó a disparar un arma que posteriormente se identificaría como un revólver calibre 22 Iver-Johnson Cadet.
Una vez que Kennedy cayó al suelo, el encargado de la seguridad Bill Barry golpeó a Sirhan dos veces en el rostro, mientras el maître d' Uecker, Edward Minasian, el escritor George Plimpton, el decatlonista medallista de oro olímpico Rafer Johnson y el jugador de fútbol americano Rosey Grier de conjunto inmovilizaban y desarmaban a Sirhan. Sin embargo este logró liberarse y tomó nuevamente el revólver, cuyas balas había disparado en su totalidad. Barry se dirigió a Kennedy y colocó su chaqueta bajo la cabeza del candidato; posteriormente rememoraría: «Supe inmediatamente que era un calibre 22 pequeño, por tanto esperaba que no fuera tan grave, pero entonces me percaté del agujero de bala en la cabeza del senador, y supe». Reporteros y fotógrafos llegaron intempestivamente al lugar, por ambas vías de acceso, contribuyendo al caos. Mientras el cuerpo de Kennedy aún yacía en el suelo Juan Romero le sostuvo la cabeza y colocó un rosario en su mano. Kennedy le interpeló: «¿Están todos bien, verdad?» y Romero respondió: «Sí, sí, todo va a salir bien». Capturado por el fotógrafo de la revista Life Bill Eppridge y Boris Yaro de Los Angeles Times, este momento se convertiría en la imagen más famosa del suceso.
Ethel Kennedy estaba parada fuera del círculo de personas en la escena, procurando ayuda. Pronto fue conducida al lado de su esposo y se arrodilló a su lado. El volteó la cabeza y dio muestras de reconocerla. Minutos más tarde arribaron los paramédicos y pusieron el cuerpo del senador en una camilla, lo que provocó que él exclamara «¡No, no!». Poco después perdería la conciencia. Fue conducido al Central Receiving Hospital, distante a una milla, llegando en estado preagónico. Un doctor le abofeteó en la mejilla, llamándole por su nombre, mientras otro le masajeaba el corazón. De esta forma consiguieron recobrar los latidos cardíacos, y uno de los doctores le alcanzó un estetoscopio a Ethel para que escuchara los latidos, para su tranquilidad. Treinta minutos más tarde Kennedy fue transferido al Hospital The Good Samaritan para practicarle cirugía, la cual comenzó a las 3:12 a. m. del miércoles y se extendió por tres horas y cuarenta minutos. Diez horas y media más tarde, a las 5:30 p. m. del miércoles, el portavoz Frank Mankiewicz anunció que los doctores que atendían el caso estaban «preocupados por la continúa falta de mejoría», permaneciendo su condición «extremadamente crítica para la vida».

## Muerte
Kennedy había recibido tres disparos. Una bala, disparada a una distancia de una pulgada (2,54 cm) penetró por detrás de su oreja izquierda, dispersando fragmentos en su cerebro. Las otras dos penetraron por la parte trasera de su axila derecha; una salió por el pecho y la otra se alojó en la parte trasera del cuello. A pesar de la extensa neurocirugía practicada en el Good Samaritan Hospital para extraer la bala y fragmentos de hueso del cerebro, Kennedy murió a la 1:44 a. m. del 6 de junio, casi 26 horas después de ser alcanzado. Otras cinco personas recibieron heridas: William Weisel de ABC News, Paul Schrade del sindicato United Auto Workers, la activista del Partido Demócrata Elizabeth Evans, Ira Goldstein de Continental News Service y el voluntario de la campaña Irwin Stroll. Aunque no fue herida físicamente, la cantante Rosemary Clooney sufrió un colapso nervioso poco después, con motivo de haber presenciado el tiroteo en la despensa.

## Perpetrador

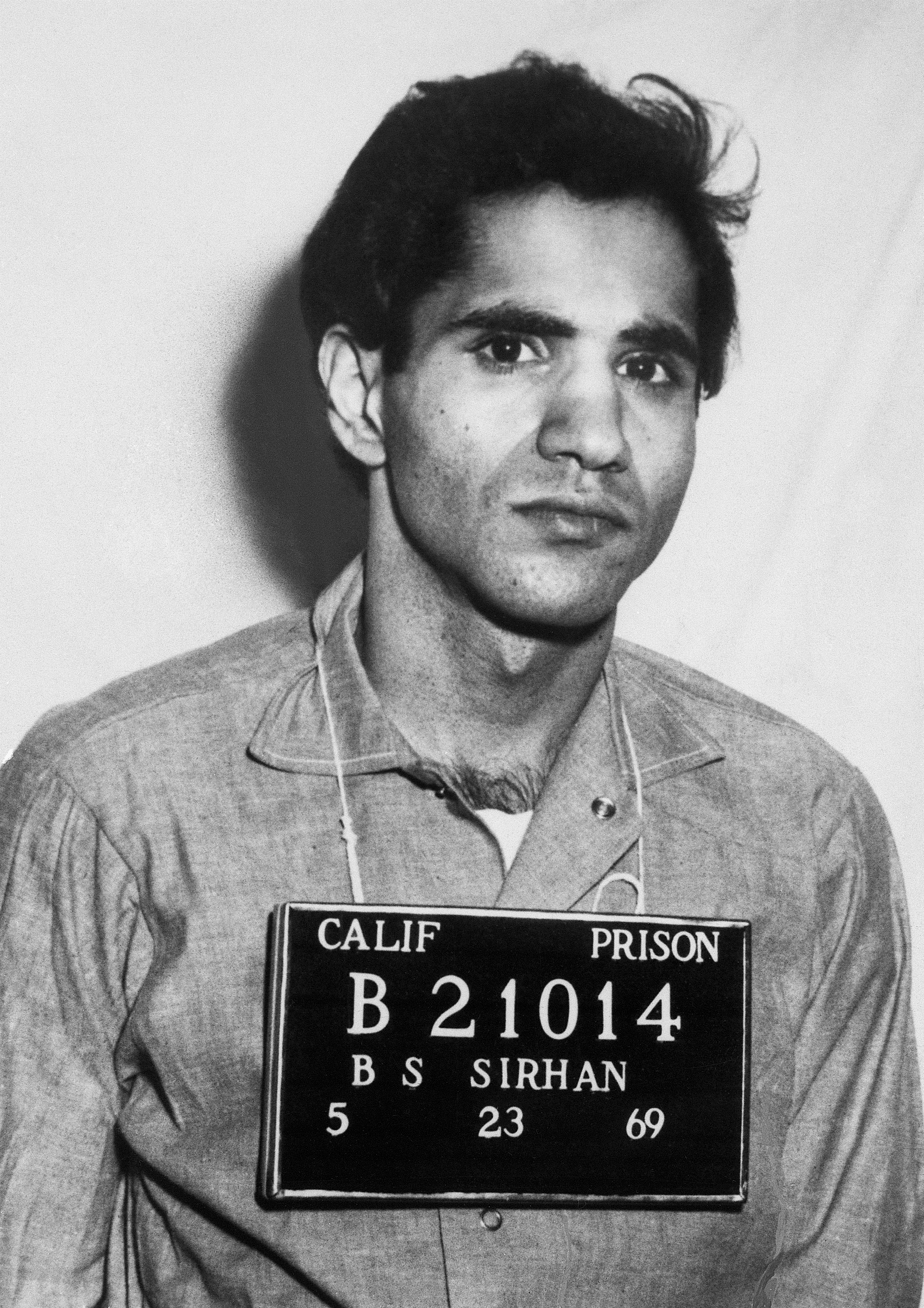
Foto de Sirhan Sirhan después de su captura.

Sirhan Sirhan era un acérrimo antisionista. Un diario suyo encontrado en su domicilio durante un registro rezaba «Mi determinación de eliminar a RFK se torna cada vez más en una obsesión inamovible. RFK debe morir. RFK debe ser aniquilado. Robert F. Kennedy debe ser asesinado… Robert F. Kennedy tiene que ser asesinado antes del 5 de junio de 1968». Se ha sugerido que el día del asesinato es significativo, pues corresponde con el aniversario primero del primer día de la Guerra de los Seis Días entre Israel y sus vecinos árabes. Cuando Sirhan fue apresado por la policía, encontraron en su bolsillo un artículo periodístico que versaba sobre el apoyo de Kennedy a Israel y, en el juicio, Sirhan testificó que comenzó a odiar a Kennedy luego de leer dicho escrito. 
Esta pretendida interpretación de su móvil ha sido sin embargo criticada duramente por considerarse una simplificación que no toma en cuenta los profundos conflictos psicológicos de Sirhan.
Durante el juicio, los abogados defensores intentaron basar sus argumentos en demostrar una capacidad de discernimiento disminuida de su defendido, mientras este intentó confesar su culpa y se consideró a sí mismo responsable en varias ocasiones. Sirhan testificó que había asesinado a Kennedy «con veinte años de premeditación», a pesar de haber afirmado desde su detención que no recordaba los hechos. El juez no aceptó esta confesión y fue desestimada posteriormente.
Sirhan fue declarado culpable el 17 de abril de 1969 y seis días después fue sentenciado a muerte. Posteriormente (1972), la sentencia fue conmutada por privación perpetua de libertad, luego de que la Corte Suprema de California, basada en el caso California v. Anderson, invalidara todas las penas de muertes pendientes que fueran impuestas antes de 1972. En 2006 a Sirhan le fue negada la libertad condicional por trigésima ocasión y actualmente se encuentra confinado en la Prisión Estatal de California, en Corcoran.

## Cobertura mediática
Al momento del tiroteo, ABC News estaba cerrando su cobertura electoral, en tanto la transmisión de CBS ya había finalizado. No fue hasta pasados veintiún minutos de los disparos que comenzó la cobertura de CBS. Los reporteros presentes para cubrir la victoria de Kennedy en las primarias se amontonaron en la cocina donde fuera tiroteado este y los sucesivos acontecimientos fueron capturados únicamente en audio y con cámaras que no tenían capacidad para transmitir en vivo. ABC consiguió emitir escaso material grabado en la cocina una vez que Kennedy fuera conducido fuera del lugar, pero a diferencia de CBS y NBC todo el metraje conseguido estaba en blanco y negro. CBS y NBC realizaron filmaciones en colores de lo acontecido con posterioridad al tiroteo en la cocina, pero no pudo ser transmitido hasta su revelado, dos horas más tarde.
El periodista Andrew West de KRKD de Mutual Broadcasting System, capturó en formato sonoro los sucesos después del tiroteo, pero no este. Usando una grabadora de cinta y un micrófono incorporado obtuvo evidencia de la lucha con Sirhan en la cocina, y se escuchan sus gritos a Rafer Johnson: «Toma el arma, Rafer, toma el arma» y a los otros: «¡Sujétenle el pulgar [a Sirhan] y rómpanselo si es necesario! Tómale el pulgar».
En el transcurso de la siguiente semana, NBC dedicó 55 horas de emisión al tiroteo y sucesos posteriores; ABC 43 horas y CBS 42, teniendo en común que las telemisoras prescindieron de sus espacios habituales y de publicidad para dedicar mayor tiempo de cobertura a la historia..

## Teorías alternativas
Como sucediera con el asesinato del hermano de Robert, el presidente John F. Kennedy en 1963, la muerte del senador ha sido objeto de variados análisis. Personas involucradas en los eventos y algunos investigadores han brindado teorías alternativas para explicar el crimen, o sostienen la existencia de irregularidades en el caso.

### Involucramiento de la CIA
En noviembre de 2006, el programa Newsnight de BBC presentó una investigación del cineasta Shane O’Sullivan en la que este denuncia que había oficiales de la CIA presentes en la noche del crimen. Tres de los hombres que aparecen en imágenes de video y en fotografías de esa noche han sido identificados por excolegas y asociados como oficiales superiores retirados que habrían trabajado juntos en 1963 en JMWAVE, la mayor estación de la CIA anti-Castro basada en Miami. Se trata del jefe de operaciones de JMWAVE, David Morales, el jefe de operaciones marítimas Gordon Campbell y el jefe de operaciones de guerra psicológica George Joannides.
En el programa se presentó una entrevista con el exabogado de Morales, Robert Walton, que cita las palabras de su representado: «Estuve en Dallas cuando acabamos con el hijo de perra y estuve en Los Ángeles cuando acabamos con el bastardito». O’Sullivan refiere que la CIA declinó hacer comentarios sobre los oficiales en cuestión. Se dice también que era notorio el enojo de Morales contra los Kennedy por considerar que estos habían incurrido en traición en su actuar respecto a los hechos de Bahía de Cochinos.
Luego de otras investigaciones, O’Sullivan produjo el documental RFK debe morir. Sin embargo, la película arroja dudas acerca de las identificaciones previas y en última instancia revela que el hombre que hasta entonces se identificara como Gordon Campbell era en efecto Michael D. Roman, un empleado ya deceso de Bulova Watch Company, que se encontraba en el hotel Ambassador por una convención de la compañía.

### Segundo pistolero
La localización de las heridas de Kennedy sugieren que el atacante estaba parado a sus espaldas, pero algunos testigos declaran que Sirhan estaba de frente al oeste mientras Kennedy caminaba por el pantry, en dirección este. Esto ha conducido a sugerir que un segundo pistolero llevó a cabo el disparo mortal, según testimonio del forense Thomas Noguchi. Otros testigos, sin embargo, manifiestan que cuando Sirhan se aproximaba, Kennedy estaba volteado a su izquierda, estrechando las manos de los presentes, de frente al norte y con su flanco derecho expuesto. En 2008, el testigo ocular John Pilger afirmó su impresión de que debió de haber un segundo pistolero. Durante un nuevo examen del caso en 1975, la Corte Suprema ordenó una investigación tendiente a verificar la posibilidad del uso de una segunda arma, pero los expertos concluyeron que no había evidencia o esta era muy pobre para corroborar dicha teoría.
En 2008, análisis realizados a las grabaciones sonoras efectuadas por el reportero independiente Stanislaw Pruszynski apuntaban a la idea, según testimonio del experto forense Philip van Praag, de que se habían hecho trece disparos, a pesar de que el arma utilizada por Sirhan solamente contenía ocho municiones. Si bien esta apreciación es un indicativo de la presencia de un segundo pistolero, análisis hechos por otros investigadores a esta grabación indican la audición de solo ocho disparos.

## Repercusión y legado

### Monumento conmemorativo
Después de la necropsia efectuada el 6 de junio, el cuerpo de Kennedy fue retornado a la ciudad de Nueva York, donde fue expuesto en la catedral de San Patricio hasta el día 8 de junio en que se le rindió una misa fúnebre.
Su hermano, el senador Ted Kennedy, ensalzó con estas palabras la obra de Robert Kennedy: «Mi hermano no requiere ser idealizado ni agrandado en su muerte más allá de lo que fuera en vida, ha de ser recordado simplemente como un hombre bueno y decente, que visualizaba lo mal hecho e intentaba enmendarlo, que veía sufrimiento e intentaba curarlo, que veía la guerra e intentaba detenerla». Luego del funeral, su cuerpo fue trasladado en tren a Washington D. C. y a lo largo del camino miles de dolientes le rendían respeto en andenes y estaciones. Fue enterrado cerca de la tumba de su hermano John, en el Cementerio Nacional de Arlington, en lo que ha sido el único entierro nocturno en la historia.
A consecuencia del asesinato, el Congreso modificó el cometido del Servicio Secreto, incluyendo la protección de los candidatos presidenciales. Los restantes candidatos en pugna recibieron inmediata protección amparado en una orden ejecutiva de Lyndon Johnson.

### Elección de 1968
Al momento de su deceso, Kennedy se hallaba significativamente por detrás de Humphrey en cuanto al apoyo de delegados se refiere, pero aún en esas circunstancias muchos estiman que quizás hubiera podido lograr su nominación después de su victoria en las primarias de California. Solo trece estados acogieron elecciones primarias ese año, situación que suponía que la mayoría de los delegados a la convención Demócrata podían escoger un candidato basados en su preferencia personal. El historiador Michael M. Schlesinger, Jr. y otros han sostenido que el atractivo y carisma de Kennedy hubieran sido suficientes para que consiguiera su nominación en la convención. El historiador Michael Beschloss y el columnista político del New York Times Tom Wicker consideran, por su parte que Kennedy no habría conseguido su nominación. Después de una turbulenta Convención Nacional en Chicago, Humphrey quedó sumamente relegado en los sondeos pero al final logró ganar terreno. Finalmente perdió las elecciones ante Nixon por un estrecho margen.